# Black Diamonds
Black Diamonds ist eine Schweizer Rockband, die 2004 gegründet wurde. Ihre Musik lässt sich dem Hard-Rock-Genre zuordnen, wobei an den Live-Shows auch Glam-Rock-Elemente wie Kostüme, Haarspray und Schminke zum Einsatz kommen.

## Geschichte
2004 gründeten Michael Kehl (Gitarre und Lead-Gesang) und Andi Barrels (Gitarre und Begleitgesang) zusammen mit Fäbs Lüchinger (Schlagzeug) und Philippe Eichenberger (Bass) die Band Black Diamonds. Von Anfang an arbeitete die junge Band an eigenem Songmaterial, welches sie 2008 auf dem Debütalbum First Strike veröffentlichte. Das Live-Programm wurde mit Coverversionen von bekannten Rocksongs ergänzt.
Die darauffolgenden Jahre waren von Besetzungswechseln geprägt. Manu Peng konnte schließlich als Schlagzeuger gewonnen werden, den Bass übernahm Bernie Bernardi. 2013 erschien das zweite Album Perfect Sin, welches aufgrund der damit verbundenen Tour durch die Schweiz („Perfect Swiss“) erstmals überregionale Aufmerksamkeit erregte.
Die Band wurde daraufhin von der SBB zum Mitwirken im Werbespot „Preise wie damals“ eingeladen. Am Filmset geschlossene Bekanntschaften führten zu einem weiteren Fernsehauftritt in der Doku-Soap „Pimp It or Kick It“. Darin versuchen die vier Bandmitglieder ihren völlig verrosteten Tourbus innert 24 Stunden fit für die Motorfahrzeugkontrolle zu machen. 2016 stösst Gitarrist Dee zur Band, Andi übernimmt den Bass.
2017 unterzeichneten die Black Diamonds einen Plattenvertrag mit AOR Heaven und veröffentlichten das dritte Studio-Album Once Upon a Time. Im selben Jahr folgte eine Europa-Tour als Support von H.E.A.T, ein Jahr später eine Deutschland Tour als Support von Crystal Ball. 2018 wurde das erste Live-Album Live in Nottingham veröffentlicht, welches Live-Aufnahmen der H.E.A.T-Tour plus zwei Songs vom Debütalbum enthält (komplett überarbeitet und neu produziert). Live in Nottingham wurde bisher nicht digital, sondern nur im CD-Format veröffentlicht.
2020 wechselte die Band zum Recordlabel Metalapolis. Gitarrist Dee verließ aus privaten Gründen die Band und wurde durch Chris Blade Johnson ersetzt. Mit den durch den Besetzungswechsel gewonnen neuen, musikalischen Einflüssen arbeitete die Band das ganze Jahr über an ihrem vierten Studioalbum. Im März 2021 soll das vierte Studioalbum No-Tell Hotel erscheinen, wovon vorab die Single Evil Twin erschienen ist.

## Diskografie

### Alben
Veröffentlicht wurden:
- 2008: First Strike
- 2013: Perfect Sin
- 2017: Once Upon a Time
- 2018: Live in Nottingham (Limitierte Auflage)
- 2021: No-Tell Hotel
- 2024: Destination Paradise

### Singles
Veröffentlicht wurden:
- 2011: Black Thunder
- 2015: Jumpin' Jack Flash
- 2017: First Strike
- 2020: Evil Twin
- 2020: Saturday